# 349 a.C.
Il 349 a.C. (CCCXLIX a.C. in numeri romani) è un anno  del IV secolo a.C.

## Eventi
- La città di Eretria sull'isola di Eubea riesce a ribellarsi alla dominazione di Atene
- La città di Sidone viene assediata dai Persiani
- Inizio della guerra di Olinto
- Roma
  - Consoli Lucio Furio Camillo e Appio Claudio Crasso Inregillense
  - Dittatore Tito Manlio Imperioso Torquato

## Morti
- Appio Claudio Crasso Inregillense, politico e militare romano